# Carme Forcadell i Lluís
Carme Forcadell i Lluís (Xerta, 1956) is een Spaans filologe en politica. Ze is stichtend lid van de Plataforma per la Llengua en in 2012 is ze tot eerste voorzitster van de  Assemblea Nacional Catalana (ANC) verkozen. Ze is een overtuigd catalaniste en al geruime tijd woordvoerster van de afdeling Sabadell van Òmnium Cultural.
Ze heeft filosofie, communicatiewetenschap en Catalaanse taal- en letterkunde aan de Universiteit van Barcelona gestudeerd. Als voorzitster van de ANC kreeg ze in 2012 de taak de betoging Catalunya, nou estat d'Europa (Catalonië, nieuwe Europese staat) te organiseren. Ze was lid van de gemeenteraad van Sabadell en was daar van 2004 tot 2005 schepen/wethouder voor gezondheid. In 2013 organiseerde ze de Catalaanse Weg, een menselijke keten over meer dan 400 km van El Pertus tot Alcanar.
Bij de Catalaanse verkiezingen van 2015 stond ze tweede op de lijst Junts pel Sí, een kartel van CDC en ERC, met bovendien veel onafhankelijke kandidaten. Op 26 oktober 2015 werd ze tot voorzitster van het Catalaanse parlement verkozen, met de 77 stemmen van Junts pel Sí, CUP en de helft van Podem, de rest van de 135 parlementsleden stemde blanco (57) of ongeldig (1).
Sinds maart 2018 zit ze vanwege haar medewerking aan het onafhankelijkheidsreferendum in 2017 in hechtenis, op verdenking van rebellie, een misdrijf waar maximaal 30 jaar celstraf op staat.

## Werk
- “Reflexions i propostes per a ensenyar llengua” in: Segon simposi sobre l’ensenyament del català a no-catalanoparlants. Editorial Eumo 1992. (Overwegingen en voorstellen voor het taalonderwijs in de Akten van het symposium over het onderwijs van het Catalaans aan anderstaligen)
- Paisatge urbà. Editorial Columna 1994
- Diccionari Pràctic i Complementari de la Llengua Catalana. Editorial La Busca 2002. (Praktisch en aanvullend Catalaans woordenboek)
- “La nova Llei d’Educació i el català” in Revista de Llengua i Dret (nr. 40) uitgave van de Escola d’Administració pública de Catalunya. 2003

- Biblioteca Nacional de España: XX1074609
- Catàleg d'autoritats de noms i títols de Catalunya: 981058517661206706
- Gemeinsame Normdatei: 123673260X
- International Standard Name Identifier: 0000 0000 6106 8149
- Library of Congress Control Number: no2015170217
- Virtual International Authority File: 86704578
- WorldCat: E39PBJrwQPbXX9yMG87dDbg7pP